# Germain Louis Chauvelin
Germain Louis Chauvelin (26 marzo 1685 – Parigi, 1º aprile 1762) è stato un politico francese.

## Biografia
Germain-Louis discendeva da una ricca famiglia di avvocati vicini al Parlamento di Parigi spostatasi a Parigi nel 1530. 
Dopo una brillante carriera politica che lo vide persino avvocato generale del Parlamento ed un matrimonio con una ricca ereditiera, Germain-Louis venne presentato al cardinale Fleury, precettore e poi primo ministro di Luigi XV, che lo chiamò al governo. Il 17 agosto 1727 divenne guardasigilli reale.
In seguito Chauvelin divenne ministro della guerra di Luigi XV ed esortò il re, contro la politica di pace di Fleury, ad entrare in guerra contro l'Austria degli Asburgo e l'Impero russo nella guerra di successione polacca. La fine degli scontri vide uscire la Francia vittoriosa con la conquista del ducato di Lorena, che venne affidato al suocero del re, Stanislao Leszczyński. Tuttavia, con la pace, Fleury costrinse il suo vecchio protetto Chauvelin a lasciare gli incarichi governativi. Chauvelin visse così lontano dalla vita politica sino alla fine dei suoi giorni.